# Богданов, Анатолий Валентинович
Анато́лий Валенти́нович Богда́нов (7 июня 1981, Ленинград, СССР) — российский и казахстанский футболист, полузащитник, тренер. Выступал в сборной Казахстана.

## Карьера
Воспитанник петербургского футбола. Начал обучаться в 6 лет в детско-юношеской школе «Кировец». Первый тренер — Альберт Дзугуров. Позже занимался в «Смене».
Карьеру начинал во втором составе петербургского «Динамо» при Викторе Виноградове. Зимой 2000-го года тренировался с основой бело-голубых при Борисе Рапопорте. Потом выступал в дубле (молодёжке) «Зенита», который тренировал Анатолий Давыдов.
В 2002 году играл в чемпионате Санкт-Петербурга за клуб «Кукарача» и в первенстве КФК за «Кривичи» Великие Луки. Зимой был приглашён в «Торпедо-Питер», где был замечен Владимиром Дергачом, тренером команды «Есиль» / «Окжетпес» Кокшетау. В этой команде играл до 2004 года.
В 2005 году играл за «Актобе» Актюбинск, с которым стал чемпионом Казахстана. В 2006 играл вновь за «Окжетпес». В 2007—2008 годах выступал за «Восток» Усть-Каменогорск. С 2009 по 2010 гол — за карагандинский «Шахтёр», в состав которого попал после третьей попытки. В 2009 году завоевал с клубом бронзовые медали чемпионата страны. С 2011 по 2015 года играл за «Тобол» Костанай В 2016 году вернулся в «Окжетпес».
Вернувшись в Санкт-Петербург, в 2017 году стал выступать за любительские клуб «СТД Петрович», с которым стал обладателем бронзовых медалей городского чемпионата. В 2018 году выступал за «ЛАЗ» и стал обладателем серебряных медалей чемпионата Санкт-Петербурга. В этом году также выступал за команду ветеранов ФСЦ «Волхов».
С 2019 года выступал за петербургское «Динамо». Стал серебряным призёром чемпионата и обладателем Кубка Санкт-Петербурга, выиграл Кубок МРО «Северо-Запад». В 2020 году, исполняя роль капитана команды, стал победителем первенства МРО «Северо-Запада» и обладателем серебряных медалей чемпионата Санкт-Петербурга. Осенью 2020 года также играл за объединённую команду ветеранов «ЛАЗ-Гатчина». В конце 2020 завершил карьеру футболиста, став тренером.
1 мая 2021 года возобновил карьеру в качестве играющего главного тренера клуба «Приозерск», выступающего в Чемпионате Ленинградской области.

### Карьера в мини-футболе
С 2017 по 2018 год играл за мини-футбольный клуб «Фруктовый мир», с которым стал обладателем бронзовых медалей сезона Суперлиги 2017 года. В 2018 году выступал за «Петербург 04» и «Водоканал». С 2019 года выступает за «Невское Ко».

### Игра за сборную
В 2012—2015 годах провёл 14 игр за сборную Казахстана.

### Тренерская карьера
В 2014 году проходил тренерские курсы, изъявлял желание стать тренером по окончании карьеры футболиста. Имеет тренерскую лицензию категории «А».
7 декабря 2020 года назначен главным тренером любительского клуба «Динамо» СПб. 19 марта 2021 года Анатолий Богданов покинул пост главного тренера команды.
С весны 2021 года является тренером ГБУ СШ Пушкинского района по футболу (СШ «Царское Село») и главным тренером любительского футбольного клуба «Приозерск».

## Достижения

### Командные
- Чемпион Казахстана: 2005
- Бронзовый призёр чемпионата Казахстана: 2009
- Финалист Кубка Казахстана: 2011

## Личная жизнь
Старший брат — Владимир, выступал за детско-юношеские команды «Кировца», юношескую сборную Санкт-Петербурга, но рано закончил карьеру из-за травмы.
Сам Анатолий женат, воспитывает сына.